# Leptecophylla robusta
Leptecophylla robusta är en ljungväxtart som först beskrevs av Joseph Dalton Hooker och som fick sitt nu gällande namn av Carolyn M. Weiller.
Leptecophylla robusta ingår i släktet Leptecophylla och familjen ljungväxter. Inga underarter finns listade i Catalogue of Life.